# Synaphea oulopha
Synaphea oulopha är en tvåhjärtbladig växtart som beskrevs av Alexander Segger George. Synaphea oulopha ingår i släktet Synaphea och familjen Proteaceae. Inga underarter finns listade i Catalogue of Life.